# Mohammad Ali Khan Ala al-Saltaneh
Mirza Mohammad Ali Khan Ala al-Saltaneh (persisch محمدعلی علاءالسلطنه anhörenⓘ; * 1829; † 23. Juni 1918) war ein iranischer Botschafter, Minister und Premierminister Irans bzw. Persiens zur Zeit der Kadscharen und in der Aufbauzeit der konstitutionellen Monarchie Irans nach der Konstitutionellen Revolution.

## Leben
Mirza Mohammad Ali Khan Ala al-Saltaneh entstammte einer ethnisch aserbaidschanischen Familie.
Er wurde 1829 als Sohn des iranischen Konsul in Bagdad Mirza Ibrahim Mohandes geboren. Nach Schule und Studium in Bagdad und Iran begann Mirza Mohammad seine diplomatische Laufbahn als Konsul in Tiflis. Er begleitete Naser al-Din Schah 1898 auf seiner Europareise. In der Folgezeit wurde Mohammad Ali Khan Ala al-Saltaneh Gesandter in London. Nach der Konstitutionellen Revolution kehrte Mohammad Ali Khan Ala al-Saltaneh 1907 nach Iran zurück und übernahm 1906 das Amt des Außenministers. Er leitete das Ministerium bis 1908 und setzte umfassende Reformen im Außenministerium durch.
Am 11. Juni 1913 wurde Mohammad Ali Khan Ala al-Saltaneh zum ersten Mal Premierminister. Er sollte dieses Amt bis zum 1. Juli 1914 ausüben. 
Im Juli 1917 konnte Mirza Mohammad ein zweites Mal das Amt des Premierministers übernehmen. Diese Amtszeit stand im Schatten der Revolutionen in Russland (die Februarrevolution war wenige Monate vor seinem Amtsantritt und die Oktoberrevolution geschah während seiner Amtszeit). Als eine seiner Amtshandlungen erkannte er die South Persia Rifles nicht mehr als staatliche Organisation an.
Mirza Mohammad wurde allerdings bereits im November 1917 von Abdol Madschid Mirza abgelöst.
Mirza Mohammad Ali Khan Ala al-Saltaneh hatte einen Sohn, Hossein Ala, der ihn bereits in jungen Jahren auf seinen zahlreichen Auslandsreisen begleitete und unter Reza Schah Botschafter und Minister und unter Schah Mohammad Reza Pahlavi Premierminister wurde.
Mirza Mohammad Ali Khan Ala al-Saltaneh verstarb am 23. Juni 1918.